# دان أونيل
دان أونيل (بالإنجليزية: Dan O'Neill)‏ هو صحفي أمريكي، ولد في 1950 في سان فرانسيسكو في الولايات المتحدة.